# Finlandia na Letnich Igrzyskach Olimpijskich 2004
Finlandia wzięła udział w XXVIII Letnich Igrzyskach Olimpijskich w Atenach. Był to 22 start Finów na letnich igrzyskach olimpijskich.

## Zdobyte medale
| Medal  | Zawodnik             | Dyscyplina sportowa | Konkurencja                          |
| ------ | -------------------- | ------------------- | ------------------------------------ |
| Srebro | Marko Kemppainen     | Strzelectwo         | Skeet mężczyzn                       |
| Srebro | Marko Yli-Hannuksela | Zapasy              | Do 74 kg w stylu klasycznym mężczyzn |